# Хоффос, Кортни
Кортни Хоффос (англ. Courtney Hoffos; род. 30 августа 1997, Windermere) — канадская фристайлистка, выступающая в ски-кроссе. Серебряный призёр чемпионата мира 2025 года. Участница зимних Олимпийских игр 2022 года.

## Спортивная карьера
Кортни начала свою спортивную карьеру в качестве лыжницы. В 17 лет она перешла на ски-кросс. В декабре 2018 года приняла участие в своих первых международных стартах. 20 января 2018 года Хоффос дебютировала на этапе Кубка мира по фристайлу в Накиске, заняв итоговое 21-е место.
В 2021 году приняла участие в своём первом взрослом чемпионате мира, где заняла итоговое пятое место в ски-кроссе.
В 2022 году принимала участие в Олимпийских играх в Пекине. В ски-кроссе стала шестой.
В Бакуриани на чемпионате мира 2023 года была 17-й. Сезон 2023/2024 годов Кортни пришлось пропустить из-за травмы крестообразной связки. В 2025 году на чемпионате мира в Швейцарии завоевала серебряную медаль.